# Зла фея (Спляча красуня)
Зла фея — антагоністка Сплячої красуні. У деяких адаптаціях вона відома як Карабосс. Найпомітнішою адаптацією персонажа є Малефісента, діснеївська лиходійка, яка з'являлася в різних медіа Disney, починаючи з фільму Волта Діснея 1959 року «Спляча красуня».

## Роль у казці
У «Сплячій красуні» Шарля Перро, опублікованій у 1697 році в «Казках матінки моєї Гуски», король і королева святкують хрещення своєї доньки, запросивши сім фей і подарувавши кожній із них золотий футляр із коштовним ножем, виделкою та ложкою. Проте восьму, старшу фею, забули. Коли вона з'являється, вони поспішно вітають її, але не мають золотого футляра, щоб подарувати їй. Розлючена стара фея проклинає принцесу на смерть від того, що вона поранить руку об веретено. Інша фея пом'якшує прокляття так, що принцеса лише засинає глибоким сном, а король намагається захистити її, прибравши всі веретена. Коли принцесі виповнюється п'ятнадцять чи шістнадцять, вона зустрічає жінку, що пряде, вколює палець у голку і засинає глибоким сном.
У версії братів Ґрімм «Маленький Шипшина-Троянда» король навмисне не запрошує тринадцяту фею (або, залежно від перекладу, мудру жінку), оскільки йому не вистачає золотих тарілок. Вона все одно з'являється на хрестинах, сердита, що її не запросили. Вона заявляє: «Оскільки ви не запросили мене, я кажу вам, що на п'ятнадцятому році життя ваша донька вколеться веретеном і впаде мертвою».

## Витоки
Деякі інтерпретації Сплячої красуні включають хрещену фею, а інші ні. У попереднику «Сплячої красуні» «Сонце, Місяць і Талія» з «Пентамерона» Джамбаттіста Базиля (1634) немає хрещених фей. Долю Талії пророкують мудреці, але її доля не зумовлена магією. У цій же збірці, в «Молодій невільниці», героїню Лізу виховують феї. Усі вони дарують Лізі подарунки, але одна з них підвертає їй щиколодку і проклинає Лізу на «смерть» через гребінець у волоссі.
Французький роман Perceforest, який датується принаймні 1528 роком і, ймовірно, раніше, містить фрагмент, подібний до «Сплячої красуні». Тітка новонародженої Зелландіни отримує завдання накрити стіл з їжею для трьох богинь: Венери, Люцини і Феміди. Ці богині спостерігають за народженням і благословляють дитину, подібно до долі в міфології. Однак ніж Феміди випадково потрапляє під стіл. Не бачачи цього і думаючи, що її залишили осторонь, Феміда проклинає Зелландіну, щоб вона вколола палець прядильним льоном і заснула назавжди. Венера пом'якшує прокляття, щоб коханець Зелландіни міг її розбудити.
Фігура ображеної феї, здається, виникла за межами цього сюжетного типу. У французькій п'єсі XIII століття Le Jeu de la Feuillée Адама де ла Галле накривають стіл для трьох фей на ім'я Морґ, Арсіль і Маґлор. Морґ і Арсіль задоволені й благословляють чоловіків, які накрили стіл, на удачу, але Маґлор сердиться, що в її місці немає ножа, і проклинає чоловіків нещастям. Кетрін Бріггс припускає, що це «модель для всіх наступних візитів фей».
Так само на початку ХІІІ століття в chanson de geste Les Prouesses et faitz du noble Huon de Bordeaux, король ельфів розміром з гнома Оберон пояснює Гуону, що розлючена фея прокляла його до такого розміру під час його хрещення після того, як вона відчула, що її не шанують так само, як інших фей.
Інші злі казкові хрещені матері з'являлися в непов'язаних казках. Кілька особливостей оповідань мадам д'Ольнуа, яка винайшла термін казка. Серед них «Лань у лісі», «Принцеса Мейблоссом» (де зла фея на ім'я Карабос проклинає маленьку принцесу нещастям через давню образу на батька принцеси) і «Синій птах» (де хрещену фею лиходія звуть Мазілла). У романі Шарлотти-Роуз де Комон де Ла Форс «Краще, ніж фея» (1698) жорстоку королеву фей звуть Наботе. У романі Шевальє де Мейлі «Краще, ніж фея» героїню викрадає злісна стара фея на ім'я Лагре.

## Аналіз
Деякі фольклористи проаналізували «Сплячу красуню» як вказівку на заміну місячного року (з його тринадцятьма місяцями, символічно зображеними повними тринадцятьма феями) сонячним роком (який має дванадцять, символічно запрошених фей). Це, однак, ставить під сумнів те, що лише в казці Гріммів є зла фея-хрещена або тринадцята фея; у Перро вона восьма фея.

## Ревізії

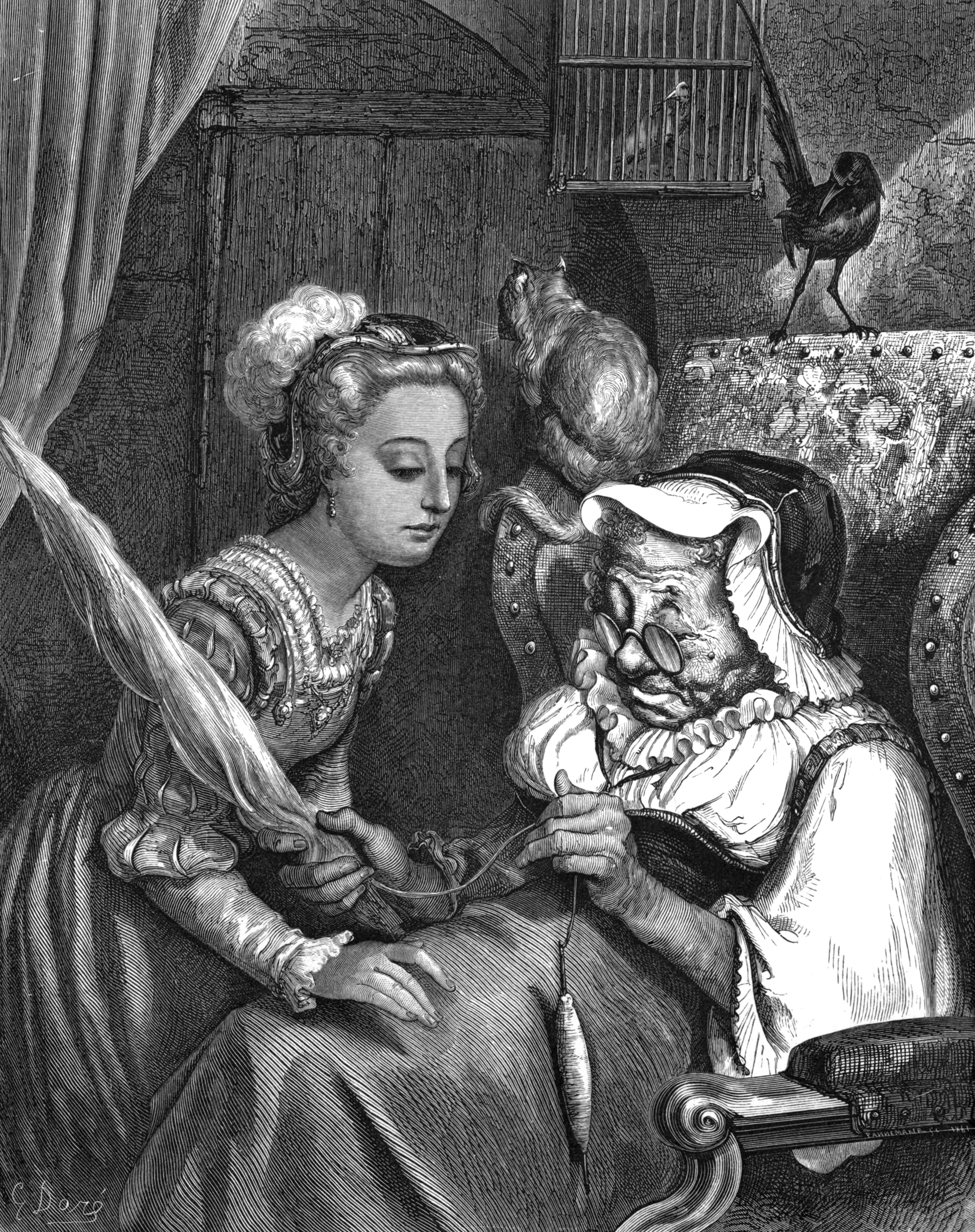
Ілюстрація до «Сплячої красуні» Гюстава Доре: принцеса збирається вколоти палець і виконати прокляття феї.

Злу хрещену-фею широко висміюють, пародіюють і використовують у ревізіоністських казках. У «Принц Прігіо» Ендрю Ленга королева, яка не вірить у фей, не запрошує їх; феї все одно приходять і дарують гарні подарунки, за винятком останньої, яка каже, що вона буде «занадто розумною» — і проблеми з таким подарунком виявляються лише пізніше. У «Хроніках зачарованого лісу» Патриції Вреде принцеса нарікає, що її не прокляли на хрестинах, бо фея танцювала з її дядьком і веселилася, а не гнівалася.
Казка Джорджа Макдональда «Маленьке денне світло» грає з концепцією останньої феї, яка пом'якшує прокляття: болотяна фея додає більше умов, стверджуючи, що її перервали до того, як вона закінчила, але інші феї мудро залишили в резерві другу фею, яка потім зможе змінити прокляття. В іншій казці Макдональда, «Легка принцеса», є схожий персонаж — сестра короля, принцеса Макемнойт, яку не запросили на хрестини його дочки. Макамнойт приходить без запрошення і проклинає принцесу за те, що вона не має гравітації. Виявляється, що вода повертає принцесі силу тяжіння, тому Макамнойт викачує воду з озера, від чого навіть дощ припиняється, а немовлята не плачуть. Зрештою, Макамнойт зустрічається зі своєю долею, коли її будинок підмиває вода, і він падає в озеро, топлячи її саму.

## В інших медіа

### Театр
- У балеті Маріуса Петіпа «Спляча красуня» на музику Чайковського зла фея носить ім'я Карабосса. Вона зображена як лякаюча постать, яка щоразу її поява супроводжується передчуттям і драматичною музикою. Замість того, щоб бути безневинною перехожою, вона є переодягненою Карабоссою. Не пов'язана з історією Сплячої красуні, ім'я Карабосс раніше з'являлося в казці мадам д'Ольнуа «Принцеса Травневий цвіт».[11]
- Балет «Спляча красуня» 1921 року, поставлений Сергієм Дягілєвим, використовував оригінальну хореографію Маріуса Петіпа, яку старанно пригадували кілька танцюристів, усі тодішні емігранти. Костюми Карабосси були розроблені Леоном Бакстом; її натхненний середньовіччям костюм надавав їй силует щура.[джерело?]
- У переосмисленні Метью Борна з ХХІ століття король і королева, доведені до відчаю, звертаються за допомогою до Аврори, яка дарує їм доньку на ім'я Аврора, але король забуває висловити свою подяку, і вона проклинає дитину. Через роки, коли Аврорі вже виповнилося двадцять, Карабос померла у вигнанні, але її син Карадок намагається помститися і спокусити Аврору.[12]

### Кіно
- У мультфільмі Disney 1959 року «Спляча красуня», зла фея, Малефісента — темна, майже схожа на Сатану фігура, яка називає себе «Володаркою всього зла». Коли її не запросили на королівські хрестини, Вона накладає на принцесу Аврору прокляття, за яким та має померти у свій шістнадцятий день народження за те, що її не запросили на її хрещення. Третя фея послаблює прокляття, і вона просто засинає, але три добрі феї все одно забирають маленьку Аврору з собою до лісу, щоб захистити її. Тим часом її батько, король Стефан, наказав спалити всі прядки в країні. Жахливі поплічники Малефісенти полюють на Аврору протягом наступних шістнадцяти років, а на свій шістнадцятий день народження Аврора повертається до палацу і встромляє палець у веретено прядки, яку вичаклувала Малефісента. Коли Малефісента дізнається, що принц Філіп закоханий у принцесу Аврору, вона полонить його, щоб він був занадто старим і немічним, коли зможе нарешті звільнити Аврору. Коли добрі феї допомагають йому втекти, Малефісента захоплює весь палац, а згодом перетворюється на велетенського чорного дракона, щоб битися з героєм. Принц Філіп перемагає лиходійку своїм Мечем Істини.
- У фільмі 2014 року «Чаклунка» переосмислила її як трагічну лиходійку, яка проклинає Аврору, щоб помститися батькові Аврори, королю Стефану. Стефан розбив серце Малефісент і відрізав їй крила — акт зради, який зробив її гіркою і злою. Однак Малефісента починає піклуватися про дитину, як про власну доньку, і починає сумніватися у своїх діях. Зрештою, саме її поцілунок справжнього кохання в голову звільняє Аврору від прокляття, завершуючи шлях спокути Малефісенти. Продовження «Чаклунка: Повелителька темряви» вийшло у 2019 році.
- У «Сплячій красуні» від Jetlag Productions злу хрещену фею звуть Оделія. Ця версія тісно пов'язана з оригінальною казкою. Зрештою, принц Річард долає безліч перешкод, щоб дістатися до сплячої принцеси Фелісіті і знімає прокляття Оделі. Оделію вбиває дух сьомої хрещеної феї, яка втратила всі сили, щоб приспати замок, і провела сто років і один день у вигляді рожево-червоної троянди.